# Lindernia lobelioides
Lindernia lobelioides é uma espécie botânica do gênero Lindernia pertencente à família Linderniaceae.